# Кісточківська сільська рада
Кісточківська сільська́ ра́да — адміністративно-територіальна одиниця та орган місцевого самоврядування в Нижньогірському районі Автономної Республіки Крим. Адміністративний центр — село Кісточківка.

## Загальні відомості
- Населення ради: 1 927 осіб (станом на 2001 рік)

## Населені пункти
Сільській раді були підпорядковані населені пункти:
- с. Кісточківка
- с. Фрунзе

## Склад ради
Рада складалася з 18 депутатів та голови.
- Голова ради: Куля Ігор Миколайович
- Секретар ради: Якименко Вікторія Анатоліївна

### Керівний склад попередніх скликань
| Прізвище, ім'я, по батькові   | Основні відомості                                                                             | Дата обрання | Дата звільнення |
| ----------------------------- | --------------------------------------------------------------------------------------------- | ------------ | --------------- |
| Коптев Юрій Семенович         | Сільський голова, 1950 року народження, безпартійний                                          | 26.03.2006   | 01.06.2008      |
| Мухамадаєва Тамара Миколаївна | Сільський голова, 1956 року народження, член Соціал-демократичної партії України (об'єднаної) | 25.12.2008   | 31.10.2010      |
| Куля Ігор Миколайович         | Сільський голова, 1966 року народження, освіта вища, член Партії регіонів                     | 31.10.2010   |                 |

Примітка: таблиця складена за даними сайту Верховної Ради України

### Депутати
За результатами місцевих виборів 2010 року депутатами ради стали:

#### За суб'єктами висування
| Суб'єкт висування | Кількість обраних депутатів | %    |
| ----------------- | --------------------------- | ---- |
| Самовисування     | 16                          | 88,9 |
| Партія регіонів   | 2                           | 11,1 |

#### За округами
| № округу        | Прізвище, ім'я, по батькові        | Дата визнання обраним | Освіта             | Партійна приналежність                  | Відомості про обраного депутата                                               |
| --------------- | ---------------------------------- | --------------------- | ------------------ | --------------------------------------- | ----------------------------------------------------------------------------- |
| Партія регіонів |                                    |                       |                    |                                         |                                                                               |
| 2               | Куля Марина Анатоліївна            | 01.11.2010            | середня спеціальна | член Партії регіонів                    | Кісючківський будинок культури, директор                                      |
| 12              | Петренко Микола Миколайович        | 01.11.2010            | вища               | член Партії регіонів                    | Фрунзенс ький БК, директор                                                    |
| Самовисування   |                                    |                       |                    |                                         |                                                                               |
| 1               | Аблаєв Асан                        | 01.11.2010            | вища               | позапартійний                           | ВАТ"Весна", робітник                                                          |
| 3               | Єрін Олександр Миколайович         | 01.11.2010            | середня спеціальна | позапартійний                           | ВАТ «Весна», робітник                                                         |
| 4               | Бураков Умар Каландарович          | 01.11.2010            | середня            | позапартійний                           | ВАТ «Весна», бригадир                                                         |
| 5               | Коломоєць Наталія Миколаївна       | 01.11.2010            | вища               | позапартійна                            | Нижньогірське районне територіальне медичне об'єднання, медсестра шв.допомоги |
| 6               | Кірпіченко Валерій Анатолійович    | 01.11.2010            | вища               | позапартійний                           | ВАТ «Весна», агроном                                                          |
| 7               | Артсмснко Людмила Василівна        | 01.11.2010            | вища               | позапартійна                            | Кісючківська сільська рада, секретар                                          |
| 8               | Корніенко Любов Григорівна         | 01.11.2010            | вища               | позапартійна                            | ВАТ «Весна», інспектор відділу кадрів                                         |
| 9               | Соломка Сергій Володимирович       | 01.11.2010            | вища               | позапартійний                           | відділ кадрів                                                                 |
| 10              | Золотарьов Олександр Олександрович | 30.09.2013            | вища               | член Партії регіонів                    | тимчасово не працює                                                           |
| 11              | Якименко Вікторія Анатоліївна      | 01.11.2010            | вища               | позапартійна                            | Кісточківська загальноосвітня школа І-ІІІ ст., вчитель                        |
| 13              | Медведев Євген Анатолійович        | 01.11.2010            | вища               | член Партії регіонів                    | ВАТ «Весна», бригадир                                                         |
| 14              | Рубльов Ігор Володимирович         | 01.11.2010            | вища               | член Політичної партії «Руська Єдність» | ВАТ «Весна», сторож                                                           |
| 15              | Стрелков Валерій Олексійович       | 01.11.2010            | вища               | позапартійний                           | ВАТ «Весна», водій                                                            |
| 16              | Козлов Віктор Миколайович          | 01.11.2010            | вища               | член Партії регіонів                    | тимчасово не працює                                                           |
| 17              | Куля Володимир Олександрович       | 01.11.2010            | вища               | позапартійний                           | ВАТ «Весна», управляючий                                                      |
| 18              | Інджебачахов Осман Ємірусінович    | 01.11.2010            | вища               | позапартійний                           | ВАТ «Весна», бригадир                                                         |